# دان مونتي
دان مونتي (بالإنجليزية: Dan Monti)‏ هو منتج أسطوانات وملحن وموسيقي ومهندس الصوت وعازف قيثارة أمريكي، ولد في 30 نوفمبر 1982.

## وصلات خارجية
- الموقع الرسمي